# Kościół św. Floriana w Ganie
Kościół św. Floriana – rzymskokatolicki kościół filialny (konparafialny), położony we wsi Gana (gmina Praszka). Kościół należy do parafii św. Wojciecha w dekanacie Praszka, archidiecezji częstochowskiej.

## Historia kościoła
Po zakończeniu II wojny światowej istniał w Ganie punkt dojazdowy, w którym katechezę i niedzielne nabożeństwa sprawowali księża z Praszki. W latach 80. XX wieku, z inicjatywy ks. Leonarda Sobczyka, rozpoczęto budowę świątyni, jednocześnie przystosowując remizę strażacką na tymczasową kaplicę. W 1988 roku, gdy proboszczem parafii został ks. Mieczysław Papiernik, zakończono budowę nowego kościoła.